# Gage (rzeka)
Gage – rzeka we Francji, przepływająca przez teren departamentu Ardèche, o długości 12,9 km. Stanowi prawy dopływ rzeki Loary.